# USS Woodworth (DD-460)
DD 460 Woodworth (Корабль соединённых штатов Вудворт) — американский эсминец типа Benson.
Заложен на верфи Bethlehem Steel в Сан-Франциско 13 января 1941 года. Заводской номер: 5367. Спущен 29 ноября 1941 года, вступил в строй 30 апреля 1942 года.
Выведен в резерв 6 апреля 1946 года. 15 января 1951 года передан Италии, где 11 июня 1951 года введен в состав флота как эскортный миноносец (Torpediniera di scorta) AR (с 1953 D 553) «Artigliere». С 10 апреля 1957 года эсминец (Cacciatorpediniera). Из ВМС США исключён 22 января 1951 года.
Исключён из состава Итальянского флота в январе 1971 году и 27 мая 1983 года потоплен как цель итальянской подводной лодкой «Nazario Sauro».